# Romeo × Juliet
Romeo x Juliet (ロミオ×ジュリエット, Romio to Jurietto) est une série télévisée d'animation en 24 épisodes produite en 2007 par Gonzo. Elle est inspirée de la pièce de théâtre du même nom de William Shakespeare. La série est disponible en streaming légal et gratuit grâce au diffuseur Black Box,. Elle est restée inédite en France.

## Synopsis
Dans la magnifique cité de Neo Verona, l’archiduc Capulet, ainsi que toute sa famille, fut assassiné par le chef des Montague. Seule la fille du duc, Juliet, parvient à échapper au massacre. Aujourd’hui, Montague règne en maître dans la cité mais la rébellion s’est organisée grâce au Tourbillon Rouge (Akai Kaze, littéralement le « vent rouge »), surnom utilisé par Juliet ! Celle-ci doit alors se battre sans cesse contre le despote et protéger la population. Romeo, fils de l’archiduc Montague, vit des jours heureux et insouciants. Il ne partage pas la vision du monde de son père mais sait que s’y opposer causerait sa perte.
C’est par le hasard du destin que Juliet et Romeo vont alors se rencontrer, tombant instantanément amoureux l’un de l’autre, alors que la famille de Juliet va tenter de se venger de Montague. Les deux jeunes êtres vont devoir tenter de vivre leur amour au milieu de ce qui mènera inévitablement à l’extinction d’une des deux familles !

## Personnages
- Juliet Capulet (ジュリエット, Jurietto?) : Dernière survivante des Capulets, on la déguise en garçon sous le nom d'Odin, pour que les Montague ne la retrouvent pas. Elle ne connaîtra la vérité qu'à ses 16 ans. Elle endosse le masque du Tourbillon Rouge (赤い旋風, Akai Kaze?) pour défendre le peuple opprimé. Par un heureux concours de circonstances, Juliet se rend au Bal de la Rose chez les Montague et y rencontre Romeo : elle en tombe immédiatement amoureuse.

- Romeo Montague/Montaigu (ロミオ, Romio?) : Fils unique du Seigneur Montague, il est élevé à la dure par celui-ci. Il ne partage pas les idées de son père car il se soucie de la souffrance du peuple, mais préfère garder le silence à cause des conséquences. Il rencontre Juliet au Bal de la Rose et en tombe instantanément amoureux.

- Lord Leontes Montague/Montaigu (モンタギュー, Montagyū?) : Père de Romeo, il est devenu le nouveau dirigeant de Neo-Verona après avoir assassiné le Seigneur Capulet ainsi que toute sa famille — excepté la dernière, Juliet. Durant 14 ans, il la cherchera sans répit pour éteindre la lignée Capulet une bonne fois pour toutes. Véritable tyran, il ne se soucie guère du peuple, le laissant dans la famine et la persécution.

- Conrad (コンラッド, Konraddo?) : Capitaine de la garde Impériale des Capulets, il sauva Juliet et Cordelia du massacre. Il ne cessera, plus tard, de sommer Juliet de faire attention à son identité et de prendre part au combat contre les Montague.

- Cordelia (コーディリア, Kōdiria?) : Meilleure amie de Juliet et autre survivante du massacre des Capulets.

- Benvolio (ペンヴォーリオ, Benvōrio?) : Meilleur ami de Romeo, il est le plus souvent l'appel de la raison.

- Antonio (アントニオ, Antonio?) : Petit-fils du chef de l'armée des rebelles, Conrad. Il est le seul à ne pas savoir qu'Odin est pour de vrai une fille du nom de Juliet.

- Francisco (フランシスコ, Furanshisuko) : Frère de Cordelia et charmant partenaire de Curio.

- Curio (骨董, Kottō ) : Partenaire de Francisco et membre de l'armée rebelle. Toute sa famille a été tuée par les Montague.

### Trivia et symbolisme
- Cheval ailé (竜馬, Ryūba?, lit. cheval-dragon) : Similaire à Pégase, c'est un cheval ailé avec une queue de dragon. Il peut porter des gens sur son dos à la manière des chevaux normaux. On le considère comme un symbole de statut important, car il est rare d'en rencontrer souvent. Seuls les membres de l'Aristocratie ou de la Noblesse sont autorisés à en posséder.

- Grand Arbre Escalus (大樹エスカラス, Taiki Esukarasu?) : Énorme arbre enchanté se situant dans le château des Montague et qui apporte son appui à Neo-Verona.

- Carabinieri : Police militaire de Neo Verona.

- Milice : Groupe de personnes recrutées pour maintenir l'ordre en ville, mais qui maltraite aussi le peuple afin de découvrir des informations importantes liées aux troubles civils.

- Emblèmes des Maisons : Chaque Famille possède un emblème distinctif sur leur drapeau respectif, qui comporte une fleur et une couleur. Les Capulets ont le rouge et l'iris, tandis que les Montague ont le bleu et la rose.

## Anime
L'anime est composé de 24 épisodes qui sont nommés « acte » en référence au découpage d'une pièce de théâtre, qui est le support original de l’œuvre shakespearienne Roméo et Juliette. D'ailleurs, le titre original de chaque épisode comporte un sous-titre en italien, car l'action se déroule dans la ville de Vérone, en Italie. Les épisodes ont été diffusés initialement au Japon entre le 4 avril et le 26 septembre 2007.

En 2010, le diffuseur Black Box licencie l'anime et propose une version DVD en deux parties sous-titrée en français uniquement. En 2014, une version française sort en DVD dans une version Gold.

### Doublage
| Personnages          | Personnages          | Voix japonaises      | Voix françaises    |
| -------------------- | -------------------- | -------------------- | ------------------ |
| Juliet Capulet       | Juliet Capulet       | Fumie Mizusawa       | Élodie Lasne       |
| Romeo Montague       | Romeo Montague       | Takahiro Mizushima   | Michaël Maino      |
| Lord Montague        | Lord Montague        | Kōji Ishii           | Julien Dutel       |
| Conrad               | Conrad               | Katsuhisa Houki      | Jean-Marc Galéra   |
| Tybalt               | Tybalt               | Ryotaro Okiayu       | Pascal Gimenez     |
| Francisco            | Francisco            | Hirofumi Nojima      | Marc Wilhelm       |
| Curio                | Curio                | Kousuke Toriumi      | Waléry Doumenc     |
| Mercutio             | Mercutio             | Tetsuya Kakihara     | Waléry Doumenc     |
| Benvolio             | Benvolio             | Shinnosuke Tachibana | Marc Wilhelm       |
| Antonio              | Antonio              | Ryō Hirohashi        | Justine Hostekint  |
| Cordelia             | Cordelia             | Miyu Matsuki         | Sandra Vandroux    |
| Hermione De Borromeo | Hermione De Borromeo | Sayaka Ohara         | Delphine Saroli    |
| Ophelia              | Ophelia              | Junko Iwao           | Emmanuelle Lambrey |
| Lancelot             | Lancelot             | Keiji Fujiwara       | Damien Laquet      |
| Emilia               | Emilia               | Ayako Kawasumi       | Amandine Longeac   |
| William de Farnase   | William de Farnase   | Kazuhiko Inoue       | Laurent Pasquier   |

### Musique
Les génériques ont la particularité d'être radicalement opposés : l'opening est une ballade — version japonaise d'une chanson déjà existante et mondialement connue chantée originellement par le duo Secret Garden, puis reprise entre autres par Josh Groban, tandis que le premier ending est très rock.
| Générique | Épisodes | Opening (Début)         | Opening (Début) | Ending (Fin)                      | Ending (Fin) | Note |
| Générique | Épisodes | Titre                   | Artiste         | Titre                             | Artiste      | Note |
| --------- | -------- | ----------------------- | --------------- | --------------------------------- | ------------ | --- |
| 1         | 1 – 14   | Inori ~ You Raise Me Up | Lena Park       | Cyclone                           | 12012        | L'opening est le même tout au long de l'anime. L'ending n'est composé que de très peu d'images. Une partie avec le sigle Montague et la rose, l'emblème de la famille ; puis d'iris et le sigle Capulet. Le tout entrecoupé de deux images de Romeo et Juliet. |
| 2         | 15 – 23  | Inori ~ You Raise Me Up | Lena Park       | Good Bye, Yesterday               | Myzrock      | L'ending est fait d'une seule image animée : la cape et le chapeau du Tourbillon Rouge voguant au vent, accrochés à un parterre d'iris. |
| 3         | 24       | Inori ~ You Raise Me Up | Lena Park       | You Raise Me Up ~ English Version | Lena Park    | La version anglaise est utilisée deux fois dans l'anime : la première en tant qu'Insert Song durant le premier baiser de Romeo et Juliet à l'épisode 07 ; puis en tant qu'ending final au dernier épisode, durant les deux dernières scènes.                   |